# Котігана
Котіга́на (Котігани, рум. Cotihana) — село в Кагульському районі Молдови, підпорядковується міській владі міста Кагул.
Неподалік знаходиться телевізійна мачта «Інтербачення».

## Видатні уродженці
- Йоана Кепрару — Народна артистка Молдови.